# Outer Wilds
Outer Wilds è un videogioco d'avventura del 2019, sviluppato da Mobius Digital e pubblicato da Annapurna Interactive per Windows, Xbox One, Xbox Series X, PlayStation 4, PlayStation 5 e Switch.
Dopo la sua uscita, è stato acclamato dalla critica specializzata ed è stato votato come miglior videogioco dell'anno ai British Academy Video Games Awards.

## Trama
All'inizio del gioco, appena svegliato di fianco a un falò, il protagonista dovrà camminare attraverso il proprio villaggio fino all'osservatorio dove ritirare i codici di lancio per la navicella. Visitando il museo dei manufatti nomai, però, una statua raffigurante un individuo della civiltà estinta si muoverà di sua spontanea volontà, aprendo gli occhi e fissando il protagonista, facendogli rivedere tutte le azioni fatte dall'inizio del gioco. Confrontandosi con un suo compaesano, il giocatore verrà indirizzato verso il pianeta nel quale la statua è stata rinvenuta, Profondo Gigantesco, dove risiede Gabbro, uno degli astronauti della prima missione spaziale denominata Esplorazioni Outer Wilds. Qui il giocatore scoprirà che anche Gabbro ha sperimentato la stessa visione originata da una statua simile.
Successivamente alla prima esplosione del sole, il protagonista, disorientato, si ritroverà nuovamente al falò e riprenderà la propria astronave, dirigendosi di nuovo a Profondo Gigantesco, e scoprendo che lui e Gabbro sono gli unici ad essere consapevoli di esistere in un anello temporale che li riporta periodicamente indietro di 22 minuti ad ogni esplosione del sole.
Continuando ad esplorare il sistema solare il protagonista verrà a conoscenza del fatto che, milioni di anni addietro, un vascello nomai, vagando per lo spazio, ricevette un segnale che risultava "più antico dell'universo stesso", e decisero così di usare un motore a curvatura per saltare immediatamente a destinazione, senza avvisare altri vascelli, avendo la preoccupazione che ogni temporeggiamento potesse significare la scomparsa del segnale. Tale manovra, però, risultò nel teletrasportare la navicella all'interno di Rovo Oscuro,con la conseguente espulsione di tre navette di salvataggio dirette su tre diversi pianeti. Soltanto due di queste navette riuscirono ad atterrare in pianeti relativamente ospitali.
Col vascello irrecuperabile all'interno di un pianeta popolato da enormi rane pescatrici e cosparso di rovi che distorcono lo spaziotempo, i Nomai che riuscirono a salvarsi si riorganizzarono e continuarono, generazione dopo generazione, a ricercare e studiare il segnale, al quale diedero il nome di "Occhio dell'Universo". Tuttavia, le ricerche stavano peggiorando e il segnale risultava fievole e a tratti non recepibile.
Investigando su un sistema di teletrasporto chiamato "salto a curvatura" che sfrutta la teoria che un buco nero sia collegato a un buco bianco, e quindi tutto ciò che entra nel primo deve necessariamente uscire dal secondo, i Nomai scoprirono che con certe condizioni energetiche un corpo poteva uscire dal buco bianco qualche frazione di secondo prima di entrare in quello nero corrispondente. Teorizzarono quindi che con sufficiente energia sarebbe stato possibile spedire un corpo "indietro nel tempo" di un intervallo di tempo a piacere. Calcolarono che utilizzando l'energia di una supernova si sarebbe potuto spedire un corpo 22 minuti nel passato. Lavorarono quindi a quello che fu chiamato "Progetto Gemello Cenere", un ambizioso progetto che si prefiggeva di ricevere le informazioni da una sonda lanciata alla ricerca dell'Occhio dell'Universo per spedirle nel passato in modo da poter avere potenzialmente infiniti "tentativi" di lancio. Il funzionamento comprendeva una statua associata alla sonda che ne raccoglieva le informazioni e le spediva a una maschera all'interno di un pianeta, la quale, nel momento dell'esplosione del sole, spediva le informazioni nel buco nero che il "salto a curvatura" avrebbe creato, di fatto rimandandole indietro nel tempo e creando così un anello temporale. Qualora la sonda dovesse individuare le coordinate dell'Occhio dell'Universo, le altre statue si sarebbero attivate associandosi alle forme di vita più vicine, consentendo quindi ai Nomai di reperire le informazioni sulla posizione dell'Occhio e potercisi dirigere.
Al fine di indurre il sole a esplodere, i Nomai costruirono una stazione spaziale orbitante il sole che, quando attivata, avrebbe fatto detonare la stella sprigionando l'energia necessaria al Progetto Gemello Cenere per funzionare. La detonazione non andò a buon fine e il progetto non si attivò.
Proprio in quel momento, però, un asteroide non riconosciuto comparve all'improvviso in orbita attorno al sole. Esplorandolo, i Nomai scoprirono che al suo interno vi era un nucleo contenente una strana materia la cui detonazione avrebbe portato all'estinzione di tutte le forme di vita dell'intero sistema solare. La pericolosa vicinanza dell'asteroide al sole unita al fatto che tale materia si trovava in uno stato di estrema pressione la fece esplodere prima che i Nomai potessero fare qualsiasi cosa. Fortunatamente, questa materia, rinominata poi "materia ectoplasmatica", non sortì alcun effetto a tutti gli esseri viventi che in quel momento si trovavano sott'acqua, rendendo così possibile lo sviluppo e l'evoluzione degli anfibi Teporiani, che trovarono i manufatti nomai e svilupparono le tecnologie necessarie all'esplorazione del sistema solare.
Purtroppo per il protagonista, però, il sole è ormai giunto alla fine del suo ciclo vitale e con esso l'intero universo. La morte della stella, quindi, ha attivato il Progetto Gemello Cenere che ha iniziato i cicli di lanci della sonda che, avendo trovato la posizione dell'Occhio dell'Universo, ha attivato anche le altre statue, facendone casualmente associare una al protagonista, il cui compito sarà perciò quello di ritirare le coordinate dell'Occhio per esplorarlo e scoprire che cosa nasconde.

### Finali
Il gioco prevede l'esistenza di diversi finali nonostante soltanto il primo elencato qui sotto sia riconosciuto come l'epilogo reale degli eventi della trama del gioco.

#### Occhio dell'Universo
Una volta raggiunto il vascello all'interno di Rovo Oscuro e inserite le coordinate, il protagonista si recherà presso l'Occhio dell'Universo, uno strano corpo celeste manifestazione di una versione macroscopica del principio di indeterminazione, caratterizzato dalla capacità di esistere in più versioni differenti fino a che un "osservatore consapevole" non lo guardi e dalla capacità di assumere le caratteristiche di ciò che lo circonda. L'Occhio comincerà a riflettere la mente del protagonista, creando un pianeta con le fattezze del suo pianeta d'origine e popolandolo delle persone che ha conosciuto durante il suo viaggio. Infine si creerà un portale che porterà a un secondo Big Bang e quindi all'origine di un nuovo universo.

#### Game Over
Qualora il giocatore dovesse morire dopo aver rimosso il nucleo per il salto a curvatura all'interno del Progetto Gemello Cenere disattivando così il dispositivo in grado di rimandare le sue memorie indietro nel tempo, il gioco ci presenterà una schermata di game over che ci spiega che siamo semplicemente morti e non possiamo tornare indietro. Nonostante questo è comunque possibile ricaricare il salvataggio dall'ultimo anello temporale.

#### Isolamento
Disattivando il Progetto Gemello Cenere e viaggiando abbastanza lontano dal sole da evitare di morire per l'esplosione della supernova il gioco ci mostrerà una schermata che ci spiega che continueremo a vagare senza meta nello spazio ormai morente aspettando che le risorse della nostra nave si esauriscano conducendoci alla nostra morte.

#### Luna Quantica
All'interno del sistema solare in cui è ambientato il gioco è presente una luna originata dall'Occhio dell'Universo che mantiene le sue stesse proprietà; si potrà spostare fra le orbite dei vari pianeti assumendo le caratteristiche fisiche del corpo intorno al quale si trova. La Luna Quantica potrà spostarsi, inoltre, nella sua cosiddetta "sesta posizione", un'orbita che non è visibile osservando il cielo del sistema solare, effettivamente scomparendo dalla vista degli osservatori, presumibilmente intorno all'Occhio dell'Universo. In questa posizione il giocatore troverà l'ultima Nomai vivente del suo clan, chiamata Solanum, la quale ci spiegherà diverse curiosità della sua cultura e delle loro ricerche, confidandoci che non si ricorda da quanto tempo sia lì e di non essere più sicura neanche di essere in vita. Se il giocatore dovesse trovarsi sulla Luna Quantica nella sua sesta posizione col Progetto Gemello Cenere disattivato, dopo l'esplosione della supernova il gioco ci farà vedere una schermata che ci fa intuire che il protagonista ha avuto la stessa sorte di Solanum, ritrovandosi in un limbo fra la vita e la morte senza poter percepire lo scorrere del tempo.

#### Rottura dello spaziotempo
Sfruttando il fatto che il teletrasporto dal buco nero al buco bianco fa uscire i corpi prima di quando entrano possiamo causare dei paradossi temporali o rompere il tessuto dello spaziotempo.
Se lanciamo una sonda all'interno di un buco nero al "Laboratorio ad Alta Energia" dei Nomai, creato per sperimentare con la spedizione di oggetti indietro nel tempo, "disattivando" il buco nero un attimo prima che la sonda ci possa entrare, ma subito dopo che la suddetta è uscita dal buco bianco avremo duplicato un oggetto e creata materia dal nulla, di fatto rompendo le leggi dell'universo e rompendo il tessuto spaziotemporale.
Alternativamente possiamo entrare nel buco nero che si crea alla fine di ogni anello temporale all'interno del Progetto Gemello Cenere spedendo noi stessi indietro di 22 minuti. Successivamente parlando con noi stessi, verremo a conoscenza del fatto che siamo effettivamente l'uno la copia dell'altro, con l'eccezione che dopo esserci tuffati nel buco nero i nostri ricordi e le nostre coscienze si sono separate. Se al termine del successivo loop dovessimo decidere di non tuffarci, avremmo rimosso il motivo dell'esistenza della nostra versione alternativa, creando così un paradosso nel quale la nostra copia non avrebbe nessun punto di origine, rompendo di nuovo lo spaziotempo.
Entrambi questi metodi ci portano ad un finale che ci annuncia della rottura dello spaziotempo con una versione dei titoli di coda velocizzata accompagnata da una cover suonata col kazoo del tema principale.

## Modalità di gioco
Il giocatore impersona un astronauta di una razza aliena anfibia conosciuta col nome di Teporiani, alle prese col suo primo viaggio interplanetario. L'obiettivo è quello di esplorare l'intero sistema solare alla ricerca di indizi, iscrizioni e artefatti lasciati da un'antica civiltà, ormai estinta, di viaggiatori interstellari nota come Nomai, allo scopo di scoprire la loro storia e il loro intento. Il giocatore, quindi, partirà a bordo della propria astronave munito di un dispositivo di traduzione automatica dal linguaggio nomai a quello dei teporiani, un Segnaloscopio (una sorta di amplificatore di suoni a distanza), un dispositivo lancia-sonde capace anche di fare foto e una tuta spaziale con jetpack incorporato. Una volta passati 22 minuti dal momento in cui il protagonista si sveglia a fianco di un falò sul suo pianeta natale, il sole esploderà in una supernova distruggendo ogni forma di vita del sistema solare e resettando il gioco all'inizio. Il protagonista, però, ricorderà esattamente tutto quello fatto nei precedenti anelli temporali, annotando all'interno di un registro a bordo della navicella tutte le informazioni utili e i luoghi scoperti, e agevolando così l'esplorazione nei successivi loop. Dal momento che i pianeti cambiano conformazione e posizione, questa struttura circolare permette al giocatore di esplorare i corpi celesti in momenti diversi della loro "vita", in modo da accedere ad aree inizialmente bloccate o, viceversa, prima che diventino irraggiungibili.

## Accoglienza
| Testata                          | Versione | Giudizio |
| -------------------------------- | -------- | -------- |
| Metacritic (media al 31-10-2020) | PC       | 85/100   |
| Metacritic (media al 31-10-2020) | XONE     | 85/100   |
| Metacritic (media al 31-10-2020) | PS4      | 82/100   |
| Destructoid                      | PC       | 9/10     |
| Game Informer                    | PC       | 7.75/10  |
| GameRevolution                   | Tutte    | [ 8 ]    |
| GameSpot                         | PC       | 9/10     |
| IGN                              | Tutte    | 8.4/10   |
| USgamer                          | XONE     | [ 11 ]   |

Outer Wilds è stato accolto molto positivamente da gran parte delle testate giornalistiche specializzate. Metacritic riporta che il gioco ha ricevuto recensioni "generalmente favorevoli", con un Metascore di 85/100 su 29 recensioni di critici e un'accoglienza da parte del pubblico di 8.0/10 su 375 recensioni degli utenti. All'Independent Games Festival, Outer Wilds ha vinto il premio "Seumas McNally Grand Prize". It was an honorable mention in the Excellence in Narrative and Nuovo Award categories. Il gioco è stato elencato come uno dei migliori giochi del 2019 da numerose riviste, e inoltre Polygon e Paste l'hanno inserito come "miglior gioco degli ultimi 10 anni".